# Шамилёвская организованная преступная группировка
Шамилёвская организованная преступная группировка — ОПГ, действовавшая в 1990-х годах в Тольятти и принимавшая активное участие в Тольяттинской криминальной войне.

## Создание ОПГ
Группировка была сформирована в Тольятти в начале 1990-х годов. Её основателем был Шамиль Даниулов, 1957 года рождения. В криминальных кругах он был известен под кличкой «Шомок» или просто «Шамиль». В группировку входили этнические татары, из-за чего в Тольятти её называли «Татарской». К 1992 году в Тольятти действовало ещё 3-4 крупных ОПГ, фактически поделивших город на сферы влияния. Основным полем деятельности этих ОПГ был АвтоВАЗ. На этом заводе преступники изначально занимались кражами дефицитных деталей, а также пытались поставить под свой контроль тех рабочих, которые занимались тем же. Позже основным видом деятельности ОПГ стало вымогательство денег у коммерсантов, кооператоров, владельцев магазинов.
Шамилёвская ОПГ, контролировавшая ГЦЗЧ АвтоВАЗа, обложила «данью» коммерсантов, желающих купить детали в ГЦЗЧ. Любой покупатель, кроме официальной оплаты в кассу, обязан был заплатить деньги группировке (порядка 10 % от стоимости товара). Контроль над ГЦЗЧ позволил ОПГ также контролировать существенную часть рынка железной продукции, на котором продавалось около 80 % всех реализуемых в Тольятти деталей.
В Шамилёвскую ОПГ входила так называемая Выселковская татарская группировка, которая действовала в посёлке Татарские Выселки. Её лидером был некий Рафик Фахрутдинов, который отличался разнузданностью, так, он мог выйти на улицу с автоматом и пострелять себе на ужин чужих гусей. К своим подчинённым он также не проявлял особого уважения, чем вызывал у них недовольство. Один из этих подчинённых — Тухфятов по кличке Тыпак — решил устранить Фахрудинова и самому возглавить группировку. Для этого Тыпак уговорил нескольких участников группировки убить главаря. Зимой 1993 года в Татарских Выселках Тухфятов и другие заговорщики прикладами автоматов забили до смерти Рафика Фахрутдинова. Однако убийство главаря ОПГ не принесло Тыпаку никакой выгоды. Соратники Фахрутдинова довольно быстро вычислили его убийц приняли решение их убить. Кроме того, Фахрутдинов был близким другом Шамиля Даниулова.
По некоторым данным, Тыпак уехал из Татарских Выселок и почти год скрывался в Тольятти.

## Деятельность ОПГ
Впоследствии Шамилёвская ОПГ стала создавать свои коммерческие структуры, которые занимались торговлей. Первой такой структурой была фирма «Ялкын» (Пламя), основанная 18 мая 1993 года Гакилем Исмаиловым. По документам фирма должна была заниматься «формированием рынка товарами, продукцией и услугами». Однако, первые полгода фирма была заморожена — по официальной версии, у её учредителей не было денег. После начала работы фирма стала выступать посредником между АвтоВАЗом и его деловыми партнёрами, которые в оплату своих услуг не могли получить с автозавода ни денег, ни продукции. А «Ялкын», учитывая её влияние на ГЦЗЧ, могла, за что и получала 10 % от суммы каждого контракта. В частности, таким образом фирма работала с тольяттинским предприятием «Автотранспортник», которое обслуживало ВАЗ. Постепенно деятельность «Ялкына» распространялась и на другие предприятия. По тому же принципу фирма работала с заводом «Синтезкаучук», участвуя в его взаимозачетах с ГАЗом и заводом «Киров-Шина». А ещё чуть позже «Ялкын» вышла на тольяттинский фондовый рынок и пытались скупать акции всё того же «Синтезкаучука» и Речпорта. При этом фирма платила налоги вовремя и в полном объёме.
«Ялкын» являлась официальной «крышей» для незаконных операций, производимых Шамилёвской группировкой с вазовскими запчастями. Примерно половину оборота фирмы составляли деньги от реализации краденых с АвтоВАЗа деталей. Контролируя ГЦЗЧ, Татарская ОПГ имела доступ практически ко всему производству. Краденые запчасти складировались на территории завода. Затем «Ялкын» КАМАЗами вывозила их на рынок железной продукции, где детали оптом продавались с торговых точек. Поставив воровство на поток и превратив его в хорошо отлаженный бизнес, «Ялкын» получала очень большие прибыли. Шамилёвская ОПГ практически полностью контролировала рынок запчастей в городе, как легальный, так и нелегальный.
Вместе с тем, другие преступные группировки также имели некоторое влияние на ГЦЗЧ. К 1994 году там сильно усилились позиции Волговской ОПГ во главе с Дмитрием Рузляевым. На ГЦЗЧ постепенно становилось всё больше и больше представителей этой ОПГ. Рузляев решил вытеснить Татарскую ОПГ из ГЦЗЧ руками правоохранительных органов. Он внедрил в ГЦЗЧ некоторое количество свои подчинённых, которые занимались отгрузкой запчастей на фирмы Рузляева и при этом внимательно следили за действиями конкурирующих группировок. Кроме официальных сделок, в поле зрения агентов Рузляева попадали и операции с крадеными запчастями, они фиксировали даже самое малейшее передвижение деталей. После чего доносили об этом милиционерам или заводским бригадирам, после чего тайники Шамилёвской ОПГ раскрывались, а готовые к вывозу детали изымались. Таким образом «волговские», с одной стороны, подрывали бизнес своих конкурентов, а с другой стороны вносили диссонанс в его отношения с начальством завода и правоохранительными органами, тем самым ослабляя позиции «татар» в ГЦЗЧ ещё больше.
Даниулов, поняв, что это не цепь случайностей, а целенаправленная борьба с его группировкой, решил устранить проблему. По некоторым данным, он пригласил Рузляева на «стрелку» и потребовал у него уйти из ГЦЗЧ, но переговоры ни к чему ни привели. Между двумя группировками назревал конфликт. Кроме того, 30 мая 1994 года на автостоянке напротив КПП № 17 АвтоВАЗа произошла «стрелка» между представителями Волговской ОПГ и группировки Владимира Вдовина по кличке Напарник, союзной Шамилёвской ОПГ. Во время «стрелка» Георгий Сидоренков ударил «бригадира» Волговской ОПГ Игоря Сиротенко, после чего находившийся с ним Валерий Спицын стал стрелять из обреза по «напарниковским». Участники Напарниковской группировки Георгий Сидоренков и Игорь Сапунов («Фантомас») были убиты. Это побоище положило начало новой бандитской войны, главными противниками в которой были Напарниковская и Волговская ОПГ. Шамиль Даниулов взял на себя силовые операции против «волговских».
Одним из руководителей боевиков Татарской ОПГ был некий Халим, который числился коммерческим директором «Ялкына». У его подчинённых хранились пять пистолетов «Макаров», восемь пистолетов ТТ, два автомата АКСУ, китайская автоматическая винтовка, пистолет-пулемет «Скорпион», пять пистолетов-пулеметов «Хеклер-Кох» с приборами бесшумной стрельбы, пистолет «Супер ПП 9 мм», пистолет «Токеджип», восемнадцать гранат, два оптических прицела, револьвер системы «Наган» и самодельный глушитель к нему. Боевое крыло ОПГ состояло из пяти человек, которые были сотрудниками «Ялкына», и самого Халима. Его заместителем был Владимир Семин. Хранителем оружейного арсенала был трижды судимый Александр Рогожкин по кличке «Рогожа». В молодости он работал в Самаре инструктором по вождению, и из-за этого Халим часто использовал его в боевых операциях как водителя. Рядовыми боевиками были Сергей Смуров, Раувис Хамидуллин и Камиль Еникеев. Кроме того, Хамидуллин был личным водителем Халима, но участвовал практически во всех боевых операциях.
Примерно через год после убийства Фахрутдинова, к лету 1994 года, участникам Шамилёвской ОПГ удалось найти скрывавшегося от них Тухфятова. Причём он установил контакты с участниками Волговской ОПГ. Организовать и исполнить убийство Тпака было поручено фирме «Ялкын» во главе с Халимом. 3 сентября 1994 года Гакиль Исмаилов, Раувис Хамидуллин и Сергей Смуров по кличке Молодой (все трое — сотрудники фирмы «Ялкын») подъехали к дому Тухфятова. Дождавшись приезда жертвы, киллеры стали стрелять в вышедшего из автомобиля Тпака из пистолетов ТТ и «Макарова». Тухфятов был убит на месте.
Тем временем Волговская ОПГ продолжала свои попытки усилить свои позиции в ГЦЗЧ. Самым активным из агентов Рузляева в ГЦЗЧ был Шамиль Митяев. Он перехватывал не только вывозимые «татарами» с завода запчасти, но и их коммерческие контракты. Так, одна из известных тольяттинских фирм, подконтрольная Даниулову, заключила с ГЦЗЧ очень выгодный контракт на поставку запчастей. По условиям контракта скидка от реальной цены деталей составила около 40 %. К тому же, в договоре была предусмотрена длительная отсрочка платежей фирмы АвтоВАЗу. Митяев, узнав об этой сделке, постарался перехватить выгодный контракт. Вскоре договор был перезаключен на указанную им фирму, которая находилась под «крышей» Волговской ОПГ. В другой раз Митяев получил оперативную информацию о приготовленных «татарами» к вывозу нескольких КАМАЗах, полностью нагруженных крадеными запчастями. По плану было намечено переправить КАМАЗы на стоянки «Ялкына» и затем на рынок железной продукции. Через начальников АвтоВаза «татары» оформили все необходимые сопроводительные документы. Когда всё было готово к вывозу, Митяев в последний момент перекупил все необходимые сопроводительные документы и организовал вывод КАМАЗов за пределы завода.
Также Митяеву удалось привлечь на свою сторону начальника транспортного цеха АвтоВАЗа Юрия Болотова, который отличался принципиальностью и охотно согласился бороться с вывозом краденых деталей. Существуют данные, что Болотов начал останавливать автомобили, груженные запчастями, и досконально проверять сопроводительную документацию, при малейшем сомнении в её подлинности разворачивая грузовики и разгружая их. Более того, вместе со своими заместителями Болотов периодически раскрывая тайники с готовыми к вывозу крадеными запчастями, большинство из которых принадлежали Шамилёвской ОПГ и её союзникам. Подконтрольные Татарской ОПГ коммерческие структуры, занимавшиеся сбытом краденых деталей, несли существенные убытки. Попытки «татар» мирно договориться с начальником транспортного цеха ни к чему не привели. После неудавшихся переговоров началось силовое давление на Болотова и его окружение. В сентябре 1994 года был жестоко избит один из заместителей Болотова — Леонид Балуничев. Подчинённые Даниулова угорожали Болотову убийством и сожжением его дачи, а также пытались давить на него через некоторых руководителей завода, однако это не принесло результатов. В конце октября 1994 года на стоянке фирмы «Ялкын» состоялось совещание участников ОПГ, на котором Халим объявил, что нужно убить одного начальника АвтоВаза. На этот раз для убийства он выбрал Раувиса Хамидуллина и Владимира Сёмина. За убийство Болотова Халим обещал каждому по земельному участку под строительство в центре Тольятти. Стрелять должен был Хамидуллин из пистолета ТТ, который ему передал Халим. Ранним утором 26 октября 1994 года киллеры на автомобиле Халима подъехали к дому Болотова возле ресторана. Они остановили машину в нескольких метрах от подъезда, из которого должен был появиться Болотов. Начальник транспортного цеха вышел вместе со своей несовершеннолетней племянницей. Увидев, что он идет не один, а с девочкой, Хамидуллин испугался и отказался стрелять. Халим и Сёмин почти силой вытолкнули его из машины. Хамидуллин три раза выстрелил в грудь Болотову. Начальник транспортного цеха умер, не приходя в сознание.
Убийство руководителя такого ранга вызвало сильный резонанс в Тольятти. Под давлением милиции Шамилёвская ОПГ вместе с главарём ушли в подполье. Рузляев не преминул этим воспользоваться. Митяев стал действовать в ГЦЗЧ ещё активнее. Однажды, когда исполнительный директор ИЧП «Золотое руно» Иванов, находящийся в хороших отношениях с Халимом, отказался платить Митяеву, тот дважды выстрелил в него, и директор чудом остался жив.
Лидеры Шамилёвской ОПГ приняли решение убить Митяева. Участникам группировки Рогожкину и Хамидуллину было поручено узнать все адреса, которые посещал агент Рузляева. После недельной слежки бандиты приняли решение совершить убийство в арке дома, в котором жила подруга Митяева. Вечером 20 ноября 1994 года киллеры заняли позиции в назначенном месте. Когда автомобиль Митяева въехал в арку, Смуров и Халим расстреляли его из пистолетов. Убедившись, что «бригадир» Волговской ОПГ убит, киллеры побежали к поджидавшему их автомобилю, сидящий в котором Исмаилов уже открыл им дверцы. Так получилось, что в это время мимо проходили двое офицеров тольяттинского УВД. Услышав выстрелы, они подбежали к арке и увидели труп Митяева и прыгавших в машину бандитов с пистолетами. Выхватив своё оружие, офицеры стали стрелять в киллеров. Шесть пуль попали в салон автомобиля бандитов. Но Исмаилов сумел вывести машину из-под обстрела и задним ходом выехал из двора.
В награду за убийство Митяева Халим подарил Смурову «ВАЗ-2106», Рогожкину заплатил три миллиона рублей (по тогдашнему курсу), а Хамидуллину простил долг в четыре миллиона. После убийства сотрудники правоохранительных органов задержали нескольких бизнесменов, связанных с Шамилёвской ОПГ — их подозревали в причастности к этому преступлению. Впоследствии их освободили из-за недоказанности вины. последовавшие зимой 1995 года репрессии против халимовских боевиков.
Участники группировки собирались убить поставщика тольяттинской фирмы «Время» Геннадия Шабусова и его делового партнера Сергея Денисова, интересы которых пересеклись с интересами «Ялкына». Убийство Шабусова планировалось Халимом с декабря 1994 года. На его подготовку были брошены практически все имеющиеся силы боевиков. Согласно плану, стрелять в Шабусова должны были Сергей Смуров и Камиль Еникеев. Рогожкин и Хамидуллин выполняли при них роль водителей. В случае выполнения заказа киллеры в качестве вознаграждения должны были получить по автомобилю.
11 января 1995 года Рогожкин привез киллеров к дому Шабусова. Смуров и Еникеев пересели в поджидавший их автомобиль с Хамидуллиным за рулём. Машина отъехала за дом, откуда в случае опасности бандиты должна была прикрыть огнём из пистолетов отступавших киллеров. Шабусов вместе со своим компаньоном Денисовым появился примерно около четырёх часов дня. Смуров и Еникеев, выскочив из машины, стали стрелять в них из пистолетов. Оба бизнесмена получили ранения. Шабусов остался инвалидом первой группы и ходить уже не мог. Денисов же получил легкие ранения.

## Судебный процесс. Дальнейшая деятельность группировки
В первых числах февраля 1995 года сотрудники правоохранительных органов выяснили местонахождение оружейного склада ОПГ. После этого они вычислили самих бандитов. После 20 февраля были задержан генеральный директор фирмы «Ялкын» Гакиль Исмаилов, Payвис Хамидуллин, Сергей Смуров, Александр Рогожкин и Камиль Еникеев. Халим и Сёмин успели уехать из Тольятти. На первых же допросах арестованные признались, что убивали людей по приказу Xалима.
В то время, как киллеры находились под арестом, оставшиеся на свободе участники ОПГ пытались связаться с ними. Тем, кто признавался в преступлениях, пригрозили убийством. В марте 1995 года Даниулову удалось организовать встречу находящегося в бегах Халима и арестованного Хамидуллина в следственном изоляторе, где находились четверо участников ОПГ. Через несколько дней после этой встречи Раувис Хамидуллин в своей камере вскрыл себе вены и попытался вспороть живот. Примерно в это же время Гакиль Исмаилов начал симулировать сумасшествие. Однако проведённая медицинская экспертиза показала, что он психически нормален.
Весной в том же году на одной из дач Ставропольского района было обнаружено тело Сёмина с простреленной головой. Согласно первой версии, он был устранён как нежелательный свидетель по приказу лидеров ОПГ, согласно второй Сёмина убили за то, что он обвинил Халима в том, что именно из-за него оперативники арестовали киллеров группировки. Также не исключается, что убийство Сёмина было местью со стороны Волговской ОПГ. Позже был убит один из учредителей фирмы «Ялкын» Матвей Железный. Сам же Халим найден не был.
Начиная с марта все арестованные участники ОПГ стали отказываться от данных ранее показаний. Хамидуллин перекладывал вину за преступления на убитого Сёмина. Вместе с тем, Хамидуллин признался во всех совершённых убийствах (кроме Юрия Болотова). Смуров и Исмаилов стали утверждать, что ни в какой банде они не состояли и ни в одном убийстве участия не принимали. Несмотря на попытки бандитов запутать следствие, уголовное дело было доведено до суда. Большую часть обвинений, выдвинутых прокурором против преступников, выездная коллегия областного суда признала обоснованными. Однако, по делу об убийству Болотова было назначено доследование. Это позволило бандитам избежать смертного приговора. В конце 1996 года суд приговорил Смурова к 15 годам заключения в колонии строгого режима, Хамидуллина — к 14 годам, Рогожкина и Еникеева — к 10 годам, Исмаилова — к 3 годам (позже он был досрочно освобождён за примерное поведение).
В результате убийств участников Волговской группировки Татарской ОПГ удалось на долгое время вытеснить подчинённых Рузляева из ГЦЗЧ, и почти два года практически полностью его контролировать. Шамилёвская ОПГ имела долю со всех продаж запасных частей за наличный расчёт через кассу ГЦЗЧ. Немалые доходы группировке приносила и торговля крадеными запчастями. По некоторым подсчётам, доходы бандитов промышлявших на ГЦЗЧ, достигали полутора миллиардов рублей в месяц. Также группировке приносили существенную прибыль официальные операции с запчастями.
К концу 1996 — началу 1997 года Волговской ОПГ путём планомерных и последовательных действий удалось внедрить ряд своих агентов в прессовое производство завода. По некоторым данным, всеми делами «волговских» в прессовом производстве стал заправлять Сергей Бакунов, который занимал одно из ведущих мест в группировке. Существует предположение, что «волговские» хотели использовать прессовое производство как плацдарм для новых попыток проникнуть в ГЦЗЧ. В том же году союзная Волговской ОПГ чеченская преступная группировка, возглавляемая Шамадом Бисултановым, попыталась взять ГЦЗЧ под свой контроль. Когда это не удалось, подчинённые Бисултанова бросили все силы на то, чтобы перевести часть отгрузки деталей с подконтрольного татарам ГЦЗЧ на ЦЗЧ-2, где было сильно влияние чеченцев. Между группировками назревал конфликт, их участники стали угрожать своим противникам.
27 июля 1997 года на улице дачного массива «Приморский» были расстреляны ехавшие в автомобиле Сергей Бакунов и два его телохранителя. После этого между группировками началась новая война, только за август были убиты около двадцати человек. А утром 22 августа было совершено покушение на директора головного Центра запчастей Станислава Фуфаева, когда двое неизвестных проломили ему голову арматурой.
В 2000-е годы группировка продолжала существовать. Кроме своей традиционной деятельности, ОПГ крышевала игорный бизнес города. Также группировке приналлежала дилерская автомобильная фирма «АМКомпани», «Правит», ЧОП «Добрыня» под управлением Алексея Шарыпова, предприятие по производству электродов «Электрод-Т», рынок автозапчастей «Рынок-Ставр». Один из участников ОПГ Александр Довгомель стал депутатом Самарской областной думы. В 2005 году он и участник группировки, возглавляемой Константином Шейкиным (структуры, входившую в Напарниковскую ОПГ) Владимир Дуцев вели переговоры о возглавлении местного отделения Российской партии Жизни. К 2006 году союзник группировки Владимир Вдовин, лидер Напарниковской ОПГ, дистанцировался от роли лидера в тольяттинском преступном сообществе. Его место занял Константин Шейкин.
15 ноября 2008 года в Тольятти был убит бывший мэр города Сергей Жилкин. Двое киллеров напали на него на территории санатория и нанесли ранения заточкой. Спустя несколько часов Жилкин скончался в больнице. 25 ноября 2008 года было совершено покушение на жизнь председателя Самарского областного суда Любови Дроздовой. Как установили сотрудники следственного управления следственного комитета при прокуратуре Самарской области, киллер поджидал Дроздову во дворе её дома. Судья была ранена выстрелом в живот, ей удалось выжить. 13 декабря киллеры напали на депутата Самарской губернской думы Анатолия Степанова и нанесли ему несколько ударов по голове тяжелым предметом (предположительно топором). Более двух месяцев врачи боролись за жизнь Степанова, но 24 февраля он скончался.
В 2009 году в Самарской области были объявлены в розыск Анатолий Тищенко, Владимир Марьенков, Сергей Африкян и Владимир Кириллов. Первые трое из них были участниками Шамилёвской ОПГ, а Кириллов — участником Напарниковской ОПГ. Африкян и Кириллов подозревались в покушении на жизнь Любови Дроздовой. Они оба были объявлены в федеральный и международный розыск. По версии следствия, оба киллера были убиты, причём к их устранению были причастны Мареньков и Кириллов.
Во время предварительного следствия по делу о покушении на Дроздову было допрошено более 200 свидетелей, проведено 26 обысков, 24 выемки, проведено три следственных эксперимента, более 40 осмотров местности, направлены запросы в различные организации и учреждения, дано 70 поручений органам дознания, проведено 27 экспертиз, наложены два ареста на имущество обвиняемых. С применением авиатехники и кинологов совместно с Минобороны России, подразделениями внутренних войск МВД России, подразделениями ГУ МЧС, сотрудниками территориальных отделов внутренних дел произведены широкомасштабные поисковые мероприятия на территориях Ставропольского, Красноярского краёв и Самарской области, а также в районе города Тольятти, в результате которых в озере в районе села Бинарадка Самарской области был обнаружен автомобиль «Тойота Авенсис», на которой Африкяна последний раз видели при выезде из Самары. Однако тела в автомобиле обнаружено не было, в связи с этим розыск преступника продолжается.
В ходе следствия было установлено, что у Кириллова на то время имелись банковские счета и недвижимость в Испании, а также банковские счета в Швейцарии. Следственными органами СК РФ по Самарской области были направлены запросы о помощи в компетентные органы Швейцарии и Испании по установлению местонахождения разыскиваемого.
Шейкинской ОПГ до 2013 года принадлежала сеть супермаркетов «Миндаль» под управлением депутата Владимира Дуцева, впоследствии проданная сети «Пеликан». После продажи объекты сети Миндаль находились под охраной ЧОПа «Добрыня», контролируемого Шамилёвской ОПГ.